# Bělá (přítok Kladské Nisy)
Bělá nazývaná též Bělá Jesenická (německy Biela, polsky Biała Głuchołaska) je pravostranný přítok Kladské Nisy v okrese Jeseník v Olomouckém kraji. Na území Polska protéká Opolským vojvodstvím. Délka toku činí 54,9 km. Plocha povodí měří 396 km².

## Průběh toku
Pramení ve Videlském sedle v nadmořské výšce přibližně 900 m. Protéká Bělou pod Pradědem, Jeseníkem, Českou Vsí, Písečnou a Mikulovicemi, pod nimiž opouští české území. V Polsku protéká městem Hlucholazy. Vlévá se do Kladské Nisy (Niská přehrada) jihozápadně od města Nisa.

### Větší přítoky
- levé – Studený potok, Červenohorský potok, Keprnický potok, Javořický potok, Staříč, Lubina
- pravé – Borový potok, Šumný potok, Vrchovištní potok, Chebzí, Olešnice, Starynka (též Starynia nebo Kletnica), Pisa

## Vodní režim
Hlásný profil:
| místo      | říční km | plocha povodí | průměrný průtok (Qa) | stoletá voda (Q100) |
| ---------- | -------- | ------------- | -------------------- | ------------------- |
| Mikulovice | 4,93     | 222,62 km²    | 3,92 m³/s            | 270,0 m³/s          |

## Využití

### Vodáctví

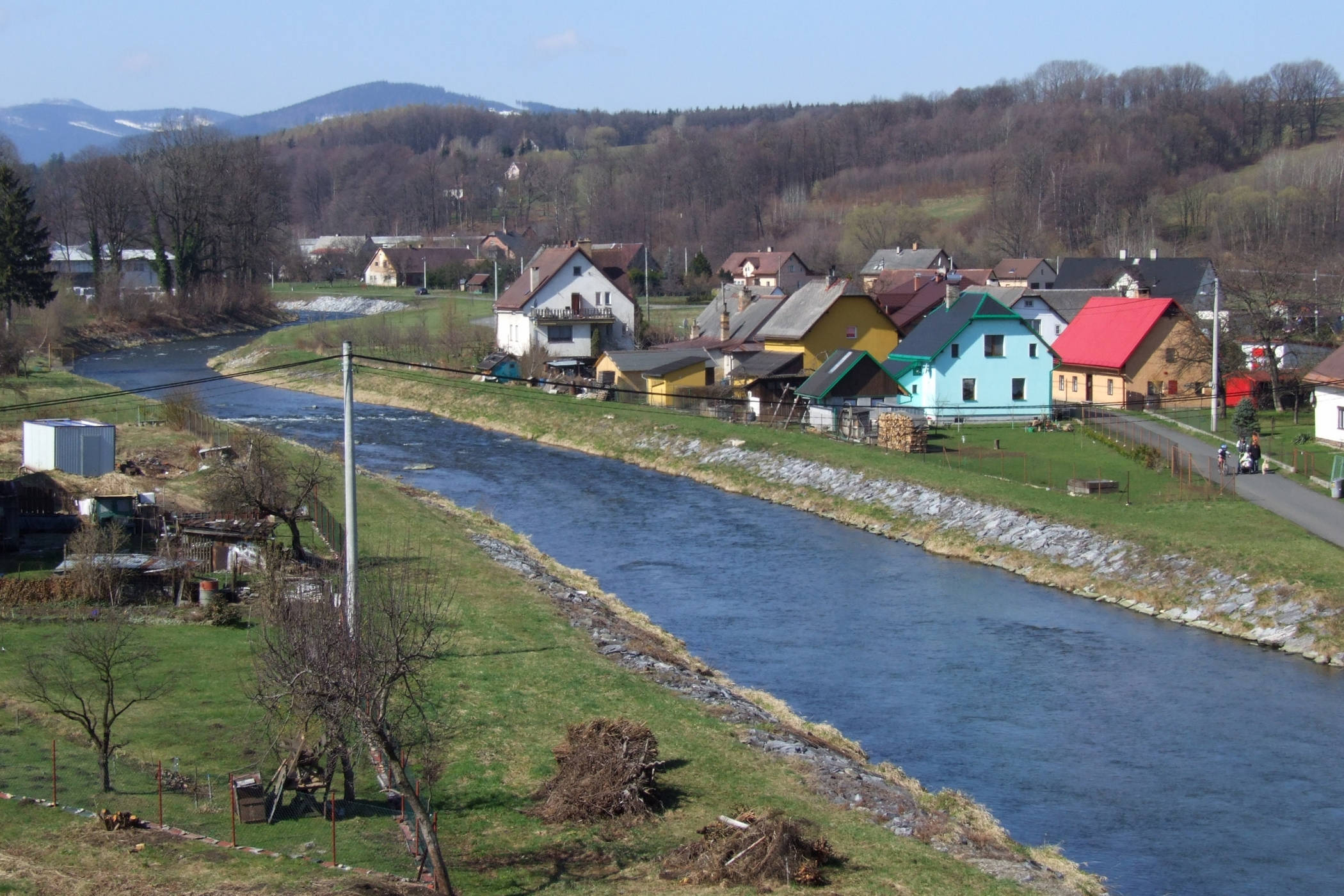
Bělá v Mikulovicích

Z více než 30 km na území Česka se vodácky využívá 26 km (z Bělé pod Pradědem - Horního Domašova). Obtížnost řeky je do stupně WW III-. Koryto bylo rozrušeno povodní v roce 1997. Na přítoku nazývajícím se Studený potok nalezneme 45 m vysokou kaskádu Vysoký vodopád.